# Last Night (album de Moby)
Pour les articles homonymes, voir Last Night.
 (novembre 2010).
Si vous disposez d'ouvrages ou d'articles de référence ou si vous connaissez des sites web de qualité traitant du thème abordé ici, merci de compléter l'article en donnant les références utiles à sa vérifiabilité et en les liant à la section « Notes et références ».
Albums de Moby
Go – The Very Best of Moby
(2006) Wait for Me
(2009)
Last Night est un album de Moby sorti en 2008. Orienté vers des sonorités plus dance, Last Night se caractérise par des refrains souvent lourds et des sonorités évoquant les précédentes productions de l'artiste[réf. nécessaire].

## Liste des titres de l'album
| No  | Titre                                                                                              | Durée |
| --- | -------------------------------------------------------------------------------------------------- | ----- |
| 1.  | Ooh Yeah - Feat. : Erin Marszalek & Luci Butler                                                    | 5:19  |
| 2.  | I love to move in here - Feat. : Chrissi Poland & Grandmaster Caz                                  | 4:45  |
| 3.  | 257.zero                                                                                           | 3:38  |
| 4.  | Everyday It's 1989                                                                                 | 3:40  |
| 5.  | Live For Tomorrow - Feat. : Chrissi Poland                                                         | 4:03  |
| 6.  | Alice (La même nuit) - Feat. : Amelia Rose Zirin brown (et Abd al Malik pour la version française) | 4:27  |
| 7.  | Hyenas - Feat. : Nabila Benladehem                                                                 | 3:35  |
| 8.  | I'm In Love - Feat. : Wendy Starland                                                               | 3:43  |
| 9.  | Disco Lies - Feat. : Shayna Steele                                                                 | 3:23  |
| 10. | The Stars                                                                                          | 4:21  |
| 11. | Degenerates                                                                                        | 3:58  |
| 12. | Sweet Apocalypse                                                                                   | 5:19  |
| 13. | Mothers Of The Night                                                                               | 3:20  |
| 14. | Last Night - Feat. : Sylvia Gordon                                                                 | 9:24  |

Plus de 133 000 copies sont vendues les deux premières semaines d'exploitation[réf. nécessaire].

## Invités
- Grandmaster Caz
- Aynzli
- Sylvia (Kodu)
- 419 Squad